# Norape
Norape is een geslacht van vlinders van de familie Megalopygidae.

## Soorten
- N. acuta Hopp, 1927
- N. albilineata (Hopp, 1927)
- N. argyrorrhoea Hübner, 1825
- N. arietina Hopp, 1927
- N. beggoides (Dyar, 1910)
- N. cana (Dognin, 1907)
- N. capreolata Hopp, 1927
- N. caprina Hopp, 1927
- N. catharus Dyar, 1910
- N. cingulata Jones, 1921
- N. consolida Hopp, 1927
- N. cornuta Hopp, 1927
- N. cretacea (Hopp, 1922)
- N. cretata (Grote, 1864)
- N. damana Hopp, 1930
- N. discrepans (Wallengren, 1860)
- N. draudti Hopp, 1927
- N. dyarensis Hopp, 1929
- N. flavescens Dognin, 1914
- N. foliata Hopp, 1927
- N. fuscoapicata Dognin, 1924
- N. glabra Hopp, 1927
- N. hadaca Dyar, 1910
- N. incolorata (Jones, 1921)
- N. insinuata Hopp, 1927
- N. isabela Hopp, 1935
- N. jaramillo (Dognin, 1890)
- N. jordani Hopp, 1927
- N. laticosta (Dyar, 1899)
- N. mexicana (Schaus, 1892)
- N. miasma Dyar, 1910
- N. miasmoides Hopp, 1927
- N. muelleri Hopp, 1927
- N. nevermanni Hopp, 1927

- N. nigrovenosa (Druce, 1906)
- N. obtusa Hopp, 1927
- N. ovina (Sepp, 1852)
- N. pampana (Hopp, 1927)
- N. plumosa (Butler, 1877)
- N. puella Walker, 1855
- N. rothschildi Hopp, 1927
- N. schausi Hopp, 1927
- N. tamsi Hopp, 1927
- N. taurina Hopp, 1927
- N. tener (Druce, 1897)
- N. testudinalis Hopp, 1929
- N. tosca Hopp, 1927
- N. truncata Hopp, 1927
- N. undulata Jones, 1912
- N. variabilis Hopp, 1927
- N. venata Schaus, 1900
- N. vesta (Schaus, 1892)
- N. virgo (Butler, 1877)
- N. walkeri (Butler, 1877)
- N. xantholopha Dyar, 1914
- N. zikaniana Hopp, 1927